# As You Drown
Pour les articles homonymes, voir AYD.
As You Drown (AYD) est un groupe suédois de death metal, originaire de Borås. Il se compose actuellement de Henrik Blomqvist (chant), Mikael Åkerström (guitare), Simon Exner (guitare) et de Robert Karlsson (basse). Signé au label discographique Metal Blade Records, le groupe fait paraître son premier album studio, Reflection, en 2009, et son second, Rat King, en 2011.

## Biographie
Le groupe est originellement formé en 2003 sous le nom de Ethereal, par Mikael Åkerström (guitare et chant), Simon Exner (guitare), Martin Latvala (batterie), et Alexander Persson (basse). Ils font paraître quelques démos entre 2003 et 2005, et participe à quelques soirées en soutien à d'autres groupes comme Entombed et Vader, avant d'effectuer son premier changement de line-up,.
En 2005, Åkerström décide de se focaliser uniquement que sur la guitare, et opte pour engager Christopher Ranasen au chant. Ils engagent également le bassiste Robert Karlsson pour remplacer Persson, qui quitte le groupe pour aller étudier au Japon. En 2007, le groupe fait paraître une démo intitulée Demo 2007. En 2008, le groupe change une nouvelle fois de chanteur, replaçant Ranasen avec l'ex chanteur de Shadowbuilder, Henrik Blomqvist. Le groupe décide ensuite de changer de nom pour As You Drown. En 2009, leur premier album studio, intitulé Reflection, est commercialisé et distribué en Europe et aux États-Unis par le label Metal Blade Records en 2009. Il a été enregistré dans leur propre studio à Borås, et mixé par Christian Silver au Studio Mega de Varberg (The Crown, Old Man's Child),. L'album est bien accueilli par les critiques,,. 
Printemps 2010, le groupe part en tournée européenne aux côtés de Vader. Début 2011, le groupe entre en studio pour y enregistrer leur prochain album. En août 2011, le groupe révèle le titre de ce prochain album à paraître courant fin 2011, Rat King,. Le 10 octobre 2011, l'album est commercialisé par Metal Blade Records ; il a été mixé par Plec (Watain, Scar Symmetry, Miseration) au Panic Room Studio de Skövde, en Suède, en juillet 2011. Ce second album est mis en ligne dans son intégralité sur le site Internet officiel du groupe du 3 octobre au 10 octobre 2011. Le groupe ne donne plus signe de vie depuis 2011.

## Discographie
- 2009 : Reflection
- 2011 : Rat King

## Membres

### Membres actuels
- Henrik Blomqvist - chant (depuis 2008)
- Mikael Åkerström - guitare (depuis 2003)
- Simon Exner - guitare (depuis 2003)
- Robert Karlsson - basse (depuis 2008)
- Martin Latvala - batterie (depuis 2003)

### Anciens membres
- Christopher Ranasen - chant (2005-2008)
- Persson - basse (2005-2007)